# Louga
Louga è una città del Senegal, capoluogo della regione e del dipartimento omonimi.
Sorge nella sezione nordoccidentale del Senegal, circa 200 chilometri a nordest della capitale Dakar. Il clima è tropicale semiarido, caratterizzato da una breve stagione delle piogge estiva e una lunga stagione secca invernale dominata dagli influssi delle masse d'aria sahariane.
Gli abitanti della città appartengono per la maggior parte alle etnie peul (prevalentemente pastori seminomadi), wolof (agricoltori sedentari), toucouleur e mauri. La popolazione della città, intorno agli 87.000 abitanti nel 2010, è variata come segue:
- 1998: 52.057 abitanti;
- 2002: 73.662 abitanti;
- 2010: 86.841 abitanti.